# Исита
Иси́та (лезг. Иситӏа) — лезгинское национальное сладкое блюдо, национальная халва. Обязательная составляющая свадебного и праздничного стола у лезгин. Исита входила в рацион питания пастухов в лезгинских сёлах. Носители литературного гюнейского диалекта кюринского наречия называют блюдо иси́тӏа, а носители ахтынского диалекта самурского наречия называют иси́да.

## Рецепт
Исита весьма проста в приготовлении. Ингредиентов всего три:
- сливочное масло,
- пшеничная мука,
- сахарный песок[3].

Нужно поставить толстостенную кастрюлю на средний огонь, бросить на дно кастрюли кусок сливочного масла, как только масло растает и начнёт кипеть, добавить пшеничную муку и смешивать до образования вещества однообразной консистенции. Мешать до тех пор, пока масса не станет трудносмешиваемой. Затем, на конечном этапе приготовления добавить сахарный песок. Затем можно снять кастрюлю с плиты, и фрагментировать блюдо по ёмкостям для охлаждения.
В горячем виде блюдо не употребляется, поскольку может сильно обжечь полость рта и горло.
По остывании исита твердеет и её можно употреблять в пищу. Чаще всего исиду нарезают и кладут на кусок хлеба и запивают чаем.